# The Peppermints
The Peppermints was een muziekgroep die oorspronkelijk bestond uit vier Italiaanse meisjes en één San Marinese. Ze vertegenwoordigden San Marino op het Junior Eurovisiesongfestival 2014 in Marsa te Malta met het lied Breaking my heart. De groep werd intern gekozen. Op het festival werden ze 15de, de voorlaatste plaats.
De groep bleef optreden tot 2017, maar sindsdien verscheen de groep niet meer op concerten en vielen ook de social mediakanalen van de groep stil.

## Leden van de groep
- Arianna Ulivi (24 september 1999, Forlì): het enige lid van de groep van de oorspronkelijke bezetting.
- Sofia Casieri: werd in juni 2016 lid van de groep.
- Alixia Mistral: werd evenals Casieri in juni 2016 lid van de groep.

## Ex-leden van de groep
- Greta Doveri (1 mei 2000, Pisa): vertrok in oktober 2015 als eerste uit de groep. De reden hiervoor was dat ze de groep niet meer kon combineren met haar schoolwerk.
- Anita Simoncini (9 april 1999, Montegiardino), het enige San Marinese lid van de groep.
- Rafaella Perniola, (25 februari 2000, Palagiano), jongere zus van Michele Perniola die San Marino vertegenwoordigde op het Junior Eurovisiesongfestival 2013.
- Sara Dall'Olio (29 januari 1999, Cervia)

Simoncini, Perniola en Dall'Olio verlieten voor juni 2016 de band om diverse redenen. Ze werden vervangen door Casieri en Mistral.